# Ctenomys saltarius
Туко-туко Сальти (Ctenomys saltarius) — вид гризунів родини тукотукових що мешкає в Аргентині в провінціях Сальта і Жужуй.